# Lanrivoaré
Lanrivoaré é uma comuna francesa na região administrativa da Bretanha, no departamento Finisterra. Estende-se por uma área de 14,95 km². Em 2010 a comuna tinha 1 505 habitantes (densidade: 100,7 hab./km²).